# (408) Fama
(408) Fama – planetoida z pasa głównego asteroid okrążająca Słońce w ciągu 5 lat i 239 dni w średniej odległości 3,17 j.a. Została odkryta 13 października 1895 roku w Landessternwarte Heidelberg-Königstuhl w Heidelbergu przez Maxa Wolfa. Nazwa planetoidy pochodzi od Famy, rzymskiej personifikacji wieści. Przed jej nadaniem planetoida nosiła oznaczenie tymczasowe (408) 1895 CD.